# 中港河
25°07′00″N 121°27′50″E / 25.11667°N 121.46389°E

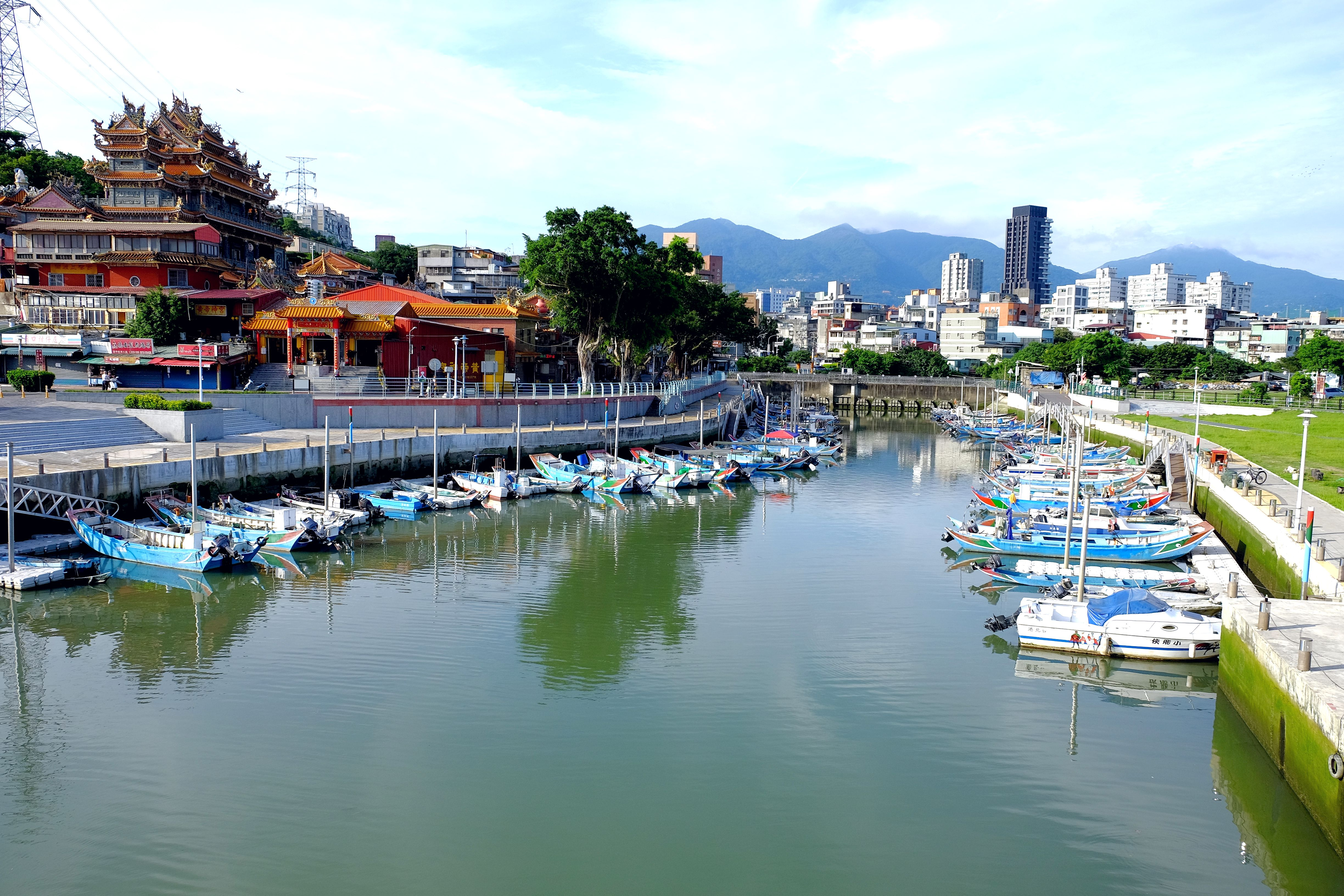
中港河碼頭

中港河位於台灣北部，為淡水河的支流，流域分佈於台北市北投區關渡平原及國防大學復興崗校區北側、東側一帶。其源流為舊水磨坑溪，發源於水磨坑溪與貴子坑溪匯流點附近，先向東南後轉南流，過中和街後大致沿智仁里、文化里東側邊界往南流，穿越中央北路後一度變成地下涵洞，於番子厝南側出涵洞並轉向西南流，穿越貴水二溪大排水溝後，最終在八仙里西北角匯集注入基隆河，轉向西流，於關渡聚落東南側與發源於關渡平原台北捷運忠義站附近的舊貴子坑溪會合後，始稱為中港河。隨後繼續西流至關渡宮附近注入淡水河。
兩條支流舊水磨坑溪、舊貴子坑溪原本分別為發源自大屯山區的溪流－水磨坑溪、貴子坑溪的下游河道，其上游地區蘊藏豐富而優良的黏土，曾為臺灣北部的窯業重鎮之一。由於濫採且廢土隨意丟棄，導致中、下游水患頻仍。經整治後上游溪水改道而注入新建的貴水二溪大排水溝；下游溪水則仍然注入中港河，但水流變小，長度變短。
中港河南岸為關渡自然公園，為一個具有保育、教育、研究等多功能的自然公園，南臨的基隆河口濕地劃歸為關渡自然保留區，兩者同為臺北市轄區內碩果僅存的濕地環境與候鳥棲地。中港河與淡水河口的交匯處有一座中港河碼頭，經臺北市政府工務局整建後，已成為關渡地區遊憩休閒的重要景點。

## 中港河水系主要支流

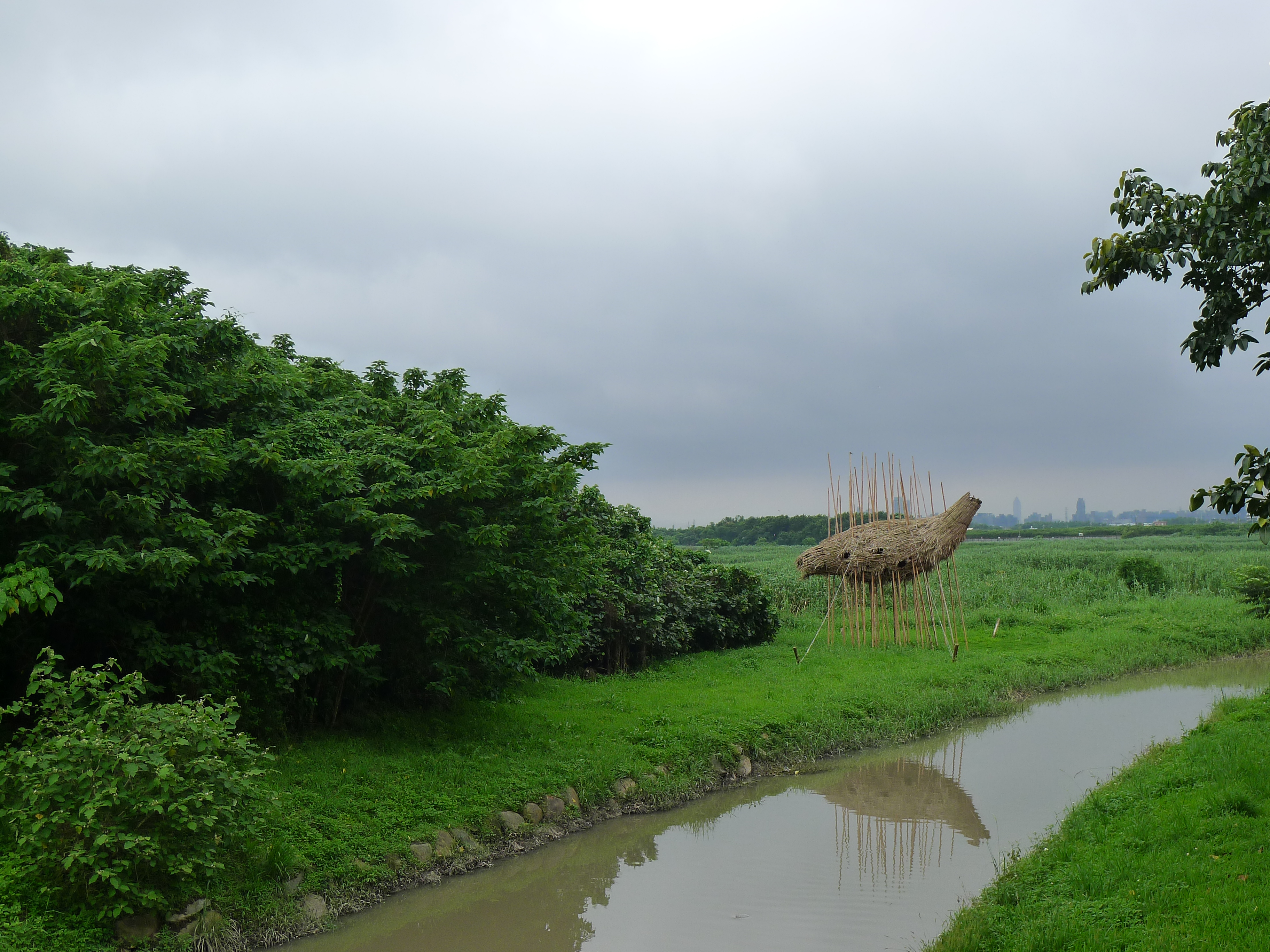
舊貴子坑溪

- 中港河：台北市
  - 舊貴子坑溪
  - 舊水磨坑溪